# Dyera
Dyera es un género de árboles de la familia Apocynaceae. Contiene dos especies.
Son árboles tropicales de hasta 80 m de altura que se producen en el sureste de Asia desde Indochina al oeste de Malasia.

## Taxonomía
El género fue descrito por Joseph Dalton Hooker y publicado en J. Linn. Soc., Bot. 19: 293. 1882.

## Especies
- Dyera costulata Hook.f.
- Dyera polyphylla (Miq.) Steenis